# 环球城市影业诉任天堂案
环球城市影业诉任天堂案（英語：Universal City Studios, Inc. v. Nintendo Co., Ltd.）是一個由美國地方法院審理的著名案件。环球影业稱，任天堂的電子遊戲《大金刚》中的大金剛角色商標侵權，环球聲稱為自己的情節和人物，然而受僱於任天堂的知名辯護律師約翰·卡比則認為金剛的情節和人物是在公有领域，追查下發現環球根本沒有金剛的版權，最後美國地方法院判任天堂勝訴。

## 外部連結
- The King and the Donkey （页面存档备份，存于）